# 山本正二
山本 正二（やまもと せいじ）は、日本の医学者、放射線科医。博士（医学）。千葉大学医学部附属病院放射線科講師。2009年より千葉大学医学部附属病院Aiセンター・副センター長（兼任）。日本医師会Ai活用に関する検討委員会委員。専門は頭頸部領域の画像診断。
死亡時画像診断（ Ai：オートプシー・イメージング）をインターネット経由で専門医が行う一般財団法人Ai情報センターを日本放射線科専門医会の専門医らと設立、理事に就任。

## 経歴
- 1992年 千葉大学医学部卒
- 2005年 同大学附属病院 放射線科講師
- 2009年 同大学 Aiセンター・副センター長

## 著書
- 『オートプシーイメージング読影ガイド』（文光堂）
- 『Aiガイドライン』（ベクトルコア）